# Časovni pas
Časovi pasovi so deli Zemljine površine, ki imajo določen isti čas. Na Zemlji je teoretično 24 pasov, v praksi pa meje ustrezajo mejam administrativnih enot ali geografskim posebnostim v razponu od UTC−12:00 do UTC+14:00, v nekaterih državah je zamik tudi 30 ali 45 min (npr. Nepal). Slovenija je v pasu UTC+01:00 (Srednjeevropski čas), ki je točen vzdolž 15. poldnevnika, kar poteka skoraj natančno čez sredino države, s poletnim časom UTC+02:00.

## Zgodovina
Pred uvedbo časovnih pasov so ljudje sledili lokalnemu ali krajevnemu času, prilagojenemu na poldan, ko sonce doseže najvišjo točko. Kraji na istem poldnevniku so tako sledili istemu času. Britanski mornarji so za določanje zemljepisne širine, torej poldnevnika, na katerem se nahajajo, lokalni čas primerjali s časom na mestu Kraljevega observatorija v Greenwichu. Ta čas, greenwiški srednji čas (GMT, angl. Greenwich mean time), je bil v uporabi od leta 1675 do uvedbe univerzalnega koordiniranega časa (UTC, angl. universal coordinated time) leta 1961. S praktičnega vidika sta GMT in UTC enaka, glavna razlika je, da se UTC meri in usklajuje z uporabo atomske ure in moderne definicije sekunde.

### Železniški čas
V času industrijske revolucije sta telegraf in železnica med seboj povezala oddaljene kraje, kar je povzročilo težave zaradi različnih lokalnih časov. Razlika med New Yorkom in Bostonom je 8 min, med Londonom in Bristolom 10 min. Za uskladitev voznih redov je železniška družba Great Western Railway novembra 1840 začela uporabljati GMT, tako imenovani železniški čas (angl. railway time). S 1. decembrom 1847 je isti čas začel veljati v celotnem britanskem železniškem omrežju. Usklajenost so zagotavljali s prenosnimi kronometri, od leta 1852 pa so preko telegrafa čas začeli sporočati neposredno iz Greenwicha. Železniškemu času se je pridružila večina krajev, uradno pa je GMT postal čas Velike Britanije 2. avgusta 1880. Iz prehodnega obdobja izvirajo ure z dvema minutnima kazalcema, za lokalni in GMT čas.
Na podoben način so enoten čas uvedli na Novi Zelandiji leta 1868 (GMT+11:30), medtem ko v ZDA zaradi velikosti države uvedba enega časa ni bila praktična. Sprva so železniške družbe sledile različnim časom, dokler niso 18. novembra 1883 večje družbe uvedle štiri časovne pasove, z mejami na pomembnih stičiščih železniških prog, ki se jim je kmalu prilagodila večina mest. Uradne časovne pasove so uvedli šele leta 1918.

### 24 časovnih pasov
Italijanski matematik Quirico Filopanti je predlagal razdelitev sveta na časovne pasove leta 1858 v knjigi Miranda, vendar je bila ta ideja povsem spregledana in ni vplivala na kasnejšo uvedbo pasov. Zato danes za pobudnika velja kanadski železniški inženir in izumitelj Sir Sandford Fleming, ki je predlagal sistem 24-ih pasov leta 1876, leta 1879 pa je predlagal za datumsko mejo greenwiški antimeridian, torej 180. poldnevnik, ki seka Tihi ocean. Na mednarodni konferenci 1884 so potrdili, da se univerzalni dan začne opolnoči v Greenwichu, odmik od GMT pa so prepustili posameznim državam. Standardne odmike od GMT (na uro, pol ure ali manj) so sčasoma uvedle vse države, nazadnje Nepal 1986.

### Slovenija
Prvi enotni železniški čas v Avstro-Ogrski monarhiji je bil praški čas, vendar so različne železnice kasneje uporabljale različne čase. Praški čas je le za pol stopinje ali manj kot dve minuti odstopal od srednjeevropskega (15. poldnevnik). Prehod na srednjeevropski čas je bil postopen, v Ogrskem delu leta 1890, Češka 1891 in celotna monarhija vključno s Slovenijo 1893 (hkrati z Nemčijo in Italijo). Poletni čas (GMT+2) smo dobili v času Jugoslavije leta 1983. Trenutno vse države Evropske unije uporabljajo poletni čas, na katerega prehajajo hkrati, v skladu z direktivo 2000/84/EC.

## Primeri spreminjanja časovnih pasov

### Francija
Francija je uvedla enoten pariški čas leta 1891 in prešla na greenwiški čas leta 1911 (GMT+0), s poletnim časom GMT+1 od leta 1916.
Ko je poleti 1940 Nemčija med drugo svetovno vojno zasedla večino zahodne Evrope, so države Beneluksa in zasedena Francija prešle na nemški, torej poletni srednjeevropski čas GMT+2, medtem ko je nezasedena Vichyjska Francija ostala na poletnem GMT+1, dokler se naslednje leto ni uskladila s srednjeevropskim časom. Ob osvoboditvi Francije poleti 1944 so čas uskladili z Veliko Britanijo, ki pa je takrat preiskušala t. i. dvojni poletni čas GMT+2 (angl. British double summer time), zaradi česar je bil njihov čas pravzaprav v skladu s srednjeevropskim. Velika Britanija je jeseni 1945 prešla nazaj na GMT+0 (poletni GMT+1), medtem ko je Francija ostala na GMT+1 (brez poletnega časa, ki pa je bil ponovno uveden leta 1976).

### Rusija
Ruski imperij, Sovjetska zveza in Rusija so večkrat spreminjale meje časovnih pasov in prehajanje na poletni čas. Z resolucijo iz leta 1992 je bila država razdeljena na 11 časovnih pasov, s številnimi manjšimi spremembami v naslednjih letih. Po predlogu predsednika Dimitrija Medvedjeva 2009 o zmanjšanju števila pasov, sta bila dva pasova ukinjena leta 2010, znekaj spremembami v jeseni 2011. Zadnje spremembe iz oktobra 2014 so večino časovnih pasov prestavile za eno uro nazaj, število pasov se je povečalo, Krim je začel slediti moskovskemu času UTC+03:00.
Danes se Rusija razteza čez 11 časovnih pasov, od UTC+02:00 do UTC+12:00 (ni prehoda na poletni čas).

### Pacifiške otoške države
Datumska meja po 180. poldnevniku preseka več tihomorskih otoških držav, ki so večkrat spreminjale svoj uradni čas, da bi se uskladile s sosednjimi državami in z glavnimi trgovinskimi partnerkami (zlasti z ZDA in Avstralijo). Samoa je do leta 2011 sledila času UTC-11:00 (poletni čas UTC-10:00), v skladu s sosednjo Ameriško Samoo. Nato pa je četrtku, 29. decembra 2011 sledila sobota, 31. december, ko je Samoa prešla na drugo stran datumske meje v časovni pas UTC+13:00 (poletni UTC+14:00), da bi se bolj prilagodila delovnemu času v Avstraliji in daljnem vzhodu.
Državo Kiribati sestavljajo naseljeni otoki na obeh straneh datumske meje. Uradne ure na obeh straneh so se ujemale le štiri dni na teden, ko vsaj v enem delu države ni bilo sobote ali nedelje. Zato so leta 1995 vzhodne otoke prestavili v časovna pasova UTC+13:00 in UTC+14:00. Novo leto se začne najprej prav v slednjem časovnem pasu, kar se je promoviralo v turistične namene zlasti ob prehodu v leto 2000.

## Zanimivosti
- Izven teritorialnih voda velja navtični ali pomorski čas, ki se prestavi za eno uro vsakih 15 stopinj zemljepisne dolžine.
- Kitajska je največja država, ki uporablja en čas v vsej državi (UTC+08:00), pred letom 1949 je bila razdeljena na pet pasov. Zaradi tega je treba ob prehodu meje z Afganistanom (UTC+04:30) premakniti uro za 3 ure in pol.
- Raziskovalne postaje na Antarktiki večinoma sledijo času najbližje oskrbovalne baze. Tako postaja Amundsen-Scott na južnem tečaju uporablja novozelandski čas (UTC+12:00, med južnim poletjem pa UTC+13:00).
- Majhen del Avstralije sledi neuradnemu času UTC+08:45. Teritorij je velik 35000 km2, vendar na njem živi le kakih 200 ljudi.
- Mednarodna vesoljska postaja sledi času UTC±00:00 ne glede na to, kje v orbiti se nahaja.[19]

## Države po časovnih pasovih in poletnem času
| Časovni pas | Države ali območja v posameznem časovnem pasu | Države ali območja v posameznem časovnem pasu, ki uporabljajo tudi poletni čas |
| ----------- | --- | --- |
| UTC−12:00   | Bakerjev otok, Howlandov otok (oba nenaseljena) | |
| UTC−11:00   | Ameriška Samoa, Niue | |
| UTC−10:00   | Cookovi otoki, Francoska Polinezija (Tahiti), ZDA (Havaji) | ZDA (Aleuti) |
| UTC−09:30   | Francoska Polinezija (manjši del) | |
| UTC−09:00   | Francoska Polinezija (manjši del) | ZDA (Aljaska, razen Aleutov) |
| UTC−08:00   | Pitcairnovi otoki | Kanada (Britanska Kolumbija – večji del, Jukon), Mehika (Baja California), ZDA (Kalifornija, Nevada – večji del, Oregon – večji del, Washington) |
| UTC−07:00   | Kanada (Britanska Kolumbija – manjši del), Mehika (Sonora), ZDA (Arizona, razen Navajev) | Kanada (Alberta, Severozahodni teritoriji, Nunavut – zahodno od 102°Z), Mehika (Chihuahua), ZDA (Kolorado, Idaho – večji del, Montana, Nova Mehika, Utah, Wyoming) |
| UTC−06:00   | Belize, Ekvador (Galapaški otoki), Gvatemala, Honduras, Kanada (Saskatchewan – večji del), Kostarika, Nikaragva, Salvador | Čile (Velikonočni otok), Kanada (Manitoba), Mehika (večina države), ZDA (Alabama, Arkansas, Illinois, Iowa, Južna Dakota – večji del, Kansas – večji del, Louisiana, Minnesota, Mississippi, Missouri, Nebraska – večji del, Oklahoma, Severna Dakota – večji del, Tennessee – večji del, Teksas – večji del, Wisconsin)                                                                           |
| UTC−05:00   | Brazilija (Acre), Ekvador (razen Galapaških otokov), Jamajka, Kajmanji otoki, Kolumbija, Mehika (Quintana Roo), Panama, Peru | Bahami, Haiti, Kanada (Ontario – večji del, Quebec – večji del), Kuba, ZDA (Connecticut, Delaware, Florida – večji del, Georgia, Indiana – večji del, Južna Karolina, Kentucky – večji del, Maine, Maryland, Massachusetts, Michigan – večji del, New Hampshire, New Jersey, New York, Ohio, Pensilvanija, Rhode Island, Severna Karolina, Vermont, Virginija, Washington D.C., Zahodna Virginija) |
| UTC−04:00   | Angvila, Antigva in Barbuda, Aruba, Barbados, Bolivija, Brazilija (del države), Britanski Deviški otoki, Curaçao, Čile, Deviški otoki Združenih držav, Dominika, Dominikanska republika, Grenada, Gvadelup, Gvajana, Kanada (Nova Škotska), Karibska Nizozemska, Martinik, Monserat, Otoki Turks in Caicos, Portoriko, Sveta Lucija, Sveti Bartolomej, Sveti Krištof in Nevis, Sveti Martin, Sveti Vincencij in Grenadine, Trinidad in Tobago, Venezuela | Čile (večji del), Kanada (Nova Fundlandija in Labrador – del Labradorja, Nova Škotska, Novi Brunswick, Otok princa Edvarda), Paragvaj |
| UTC−03:30   | | Kanada (Nova Fundlandija in Labrador – Nova Fundlandija in del Labradorja) |
| UTC−03:00   | Argentina, Brazilija (večji del), Čile (Magallanes), Falklandski otoki, Francoska Gvajana, Surinam, Urugvaj | Grenlandija – večji del, Saint Pierre in Miquelon |
| UTC−02:00   | Brazilija (otočje Fernando de Noronha), Južna Georgija in Južni Sandwichevi otoki | |
| UTC−01:00   | Zelenortski otoki | Portugalska (Azori), Grenlandija (Ittoqqortoormiit) |
| UTC±00:00   | Burkina Faso, Gambija, Gana, Gvineja, Gvineja Bissau, Islandija, Liberija, Mali, Mavretanija, Senegal, Sierra Leone, Slonokoščena obala, Sveta Helena, Sveti Tomaž in Princ, Togo | Ferski otoki, Guernsey, Irska, Jersey, otok Man, Portugalska, Španija (Kanarski otoki), Združeno kraljestvo |
| UTC+01:00   | Alžirija, Angola, Benin, Demokratična republika Kongo (zahod), Ekvatorialna Gvineja, Gabon, Kamerun, Kongo, Maroko, Niger, Nigerija, Srednjeafriška republika, Tunizija, Zahodna Sahara | Albanija, Andora, Avstrija, Belgija, Bosna in Hercegovina, Češka, Črna gora, Danska, Francija (evropski del), Gibraltar, Hrvaška, Italija, Lihtenštajn, Luksemburg, Madžarska, Malta, Monako, Nemčija, Nizozemska (evropski del), Norveška, Poljska, San Marino, Severna Makedonija, Srbija, Slovaška, Slovenija, Španija, Švedska, Švica, Vatikan                                                 |
| UTC+02:00   | Bocvana, Burundi, Demokratična republika Kongo (vzhod), Egipt, Esvatini, Lesoto, Libija, Malavi, Mozambik, Namibija, Republika Južna Afrika, Ruanda, Rusija (Kaliningrajski čas), Sudan, Zambija, Zimbabve | Alandski otoki, Bolgarija, Ciper, Estonija, Finska, Grčija, Izrael, Jordanija, Latvija, Libanon, Litva, Moldavija, Palestina, Romunija, Sirija, Ukrajina |
| UTC+03:00   | Bahrajn, Belorusija, Džibuti, Eritreja, Etiopija, Irak, Jemen, Južni Sudan, Katar, Kenija, Komori, Kuvajt, Madagaskar, Mayotte, Rusija (Moskovski čas), Saudova Arabija, Somalija, Tanzanija, Turčija, Uganda | |
| UTC+03:30   | | Iran |
| UTC+04:00   | Armenija, Azerbajdžan, Gruzija, Mavricij, Oman, Reunion, Rusija (Samarski čas), Sejšeli, Združeni arabski emirati | |
| UTC+04:30   | Afganistan | |
| UTC+05:00   | Kazahstan (zahod), Maldivi, Pakistan, Rusija (Jekaterinburški čas), Tadžikistan, Turkmenistan, Uzbekistan | |
| UTC+05:30   | Indija, Šrilanka | |
| UTC+05:45   | Nepal | |
| UTC+06:00   | Bangladeš, Britansko ozemlje v Indijskem oceanu, Butan, Kazahstan (vzhod), Kirgizistan, Rusija (Omski čas) | |
| UTC+06:30   | Kokosovi otoki, Mjanmar | |
| UTC+07:00   | Božični otok, Indonezija (del), Kambodža, Laos, Mongolija (zahod), Rusija (Krasnojarski čas), Tajska, Vietnam | |
| UTC+08:00   | Avstralija (Zahodna Avstralija), Brunej, Filipini, Hong Kong, Indonezija (del), Kitajska, Macau, Malezija, Mongolija (večji del), Rusija (Irkutski čas), Singapur, Tajvan | |
| UTC+08:45   | Avstralija (Eucla) | |
| UTC+09:00   | Indonezija (del), Japonska, Južna Koreja, Palav, Rusija (Jakutski čas), Severna Koreja, Vzhodni Timor | |
| UTC+09:30   | Avstralija (Severni teritorij) | Avstralija (Južna Avstralija) |
| UTC+10:00   | Avstralija (Queensland), Mikronezija (del), Papua Nova Gvineja, Rusija (Vladivostoški čas) | Avstralija (del) |
| UTC+10:30   | | Avstralija (Otok Lord Howe) |
| UTC+11:00   | Mikronezija (del), Nova Kaledonija, Rusija (Magadanski čas), Salomonovi otoki, Vanuatu | |
| UTC+12:00   | Kiribati (Gilbertovi otoki), Marshallovi otoki, Nauru, Rusija (Kamčatski čas), Tuvalu, Wallis in Futuna | Fidži, Nova Zelandija (večji del) |
| UTC+12:45   | | Nova Zelandija (Chathamski otoki) |
| UTC+13:00   | Kiribati (Feniksovi otoki), Tokelav, Tonga | Samoa |
| UTC+14:00   | Kiribati (Ekvatorski otoki) | |